# سي. دبليو. بانجز
سي. دبليو. بانجز هو سياسي كندي، ولد في 19 يناير 1814 في Stanstead, Quebec ‏ في كندا، وتوفي في 21 مارس 1892 في أوتاوا في كندا. انتخب عمدة أوتاوا ‏ (1878 – 1878).